# Platyxanthidae
Platyxanthidae es una familia de cangrejos del infraorden Brachyura, que contiene a los siguientes géneros:
- Danielethus (2012)[2]
- Homalaspis (A. Milne-Edwards, 1863)
- Peloeus (Eydoux & Souleyet, 1842)
- Platyxanthus (A. Milne-Edwards, 1863)